# 景迈山
景迈山位于云南省普洱市澜沧拉祜族自治县惠民镇。东面比邻西双版纳勐海县，西邻缅甸，其是西双版纳、普洱与缅甸的交界处。景迈山以制作普洱茶而闻名，其中占地面积约2.8万亩的景迈山古茶园是世界文化遗产。

## 概述
景迈山平均海拔1,400米，年平均气温18℃。景迈山亦是中国六大茶山之一，茶园总面积2.8万亩，茶园内的茶树系当地布朗族、傣族先民所栽培上千年的茶树。

## 景迈山古茶园
普洱景迈山古茶园主要位于景迈、芒景两处村庄（东经99°59′14″--100°03′55″，北纬22°08′14″--22°13′32″）。茶园面积面积2.8万亩，是目前世界上保存最完好、年代最久远、面积最大的栽培型古茶园。茶园内所种植的茶树属乔木大叶种。土壤属于赤红壤，古茶园内的植物群落属于亚热带季风常绿阔叶植物，其中思茅木姜子和红椿为国家二级保护的珍稀树种。茶园种植茶树的历史最早可追溯到公元696年，距今已有近1400年历史。景迈古茶具有一芽一叶，银豪挺立的独特品貌，茶叶品质优良，茶体肥嫩柔软，白毫丰满，气味甘冽，香气持久纯正，韵味独赏，底重质厚，香甘博舌，回甘明显。
2002年7月，云南省省院省校科技合作成立“澜沧景迈芒景千年万亩古茶园保护与可持续开发利用”。
2007年3月，景迈山古茶园被中国民间文化遗产旅游示范区评审活动评定为“中国民间文化遗产旅游示范区”。
2012年11月17日，景迈山古茶园入选《中国世界文化遗产预备名单》。
2023年9月，普洱景迈山古茶林文化景观在第45届世界遗产大会上被评选为世界文化遗产。